# خوزه کالادو
خوزه کالادو (انگلیسی: José Calado؛ زادهٔ ۱ مارس ۱۹۷۴) بازیکن سابق فوتبال اهل پرتغال است که در پست هافبک میانی بازی ‌می‌کرد.
وی همچنین در تیم‌های ملی فوتبال زیر ۲۱ سال پرتغال، زیر ۲۳ سال پرتغال، و پرتغال بازی کرده‌است.